# آدامپل، شهرستان وومین
آدامپل، شهرستان وُوُمین (به لاتین: Adampol, Wołomin County) در لهستان است که در Gmina Jadów واقع شده‌است.